# Bunomys torajae
Bunomys torajae (Musser, 2014) è un roditore della famiglia dei Muridi endemico di Sulawesi.

## Descrizione

### Dimensioni
Roditore di medie dimensioni, con la lunghezza della testa e del corpo tra 156 e 210 mm, la lunghezza della coda tra 160 e 170 mm, la lunghezza del piede tra 36 e 39 mm, la lunghezza delle orecchie tra 26 e 28 mm e un peso fino a 128 g.

### Aspetto
La pelliccia è lunga, soffice e alquanto lanosa. Le parti dorsali sono marroni scure con dei riflessi giallo-brunastri, mentre le parti inferiori sono grigio-giallastre scure. Il muso è allungato. Le orecchie sono relativamente grandi, marroni scure e lievemente cosparse di piccoli peli. Il dorso delle zampe è marrone con le dita rosate. La coda è leggermente più corta della testa e del corpo, grigio-brunastra sopra e la parte ventrale e in alcuni individui l'estremità bianche.

## Biologia

### Comportamento
È una specie terricola e notturna.

## Distribuzione e habitat
Questa specie è diffusa nella parte centro-occidentale dell'isola indonesiana di Sulawesi.
Vive nelle foreste tropicali montane tra 2.500 e 2.600 metri di altitudine.

## Conservazione
Questa specie, essendo stata scoperta solo recentemente, non è stata sottoposta ancora a nessun criterio di conservazione.